# Avenida Separadora Industrial
La avenida Separadora Industrial es una de las principales avenidas de la ciudad de Lima, capital del Perú. Se extiende de oeste a este, y luego de oeste a noreste. Recorre los distritos de Ate y La Molina.

## Recorrido

### Distrito de Ate
La avenida Separadora Industrial nace como continuación de la avenida Industrial y Vivienda. Tiene su origen en el cruce con la avenida Las Torres, en el distrito de Ate, donde recorre varias urbanizaciones de la zona 1 Salamanca, del distrito de Ate. En este punto, se inicia un ancho jardín en medio de la vía, el cual podría desaparecer con la construcción del Anillo Vial Periférico. Más adelante, la vía cruza con las avenidas Santa Rosa y Euterpe. Posteriormente, en la intersección con la avenida Hermes, el jardín se amplía, ya que se convierte en El Parque de los Anillos.

### Distrito de Ate / Distrito de La Molina
Al llegar a la intersección con la vía de Evitamiento, la vía se interrumpe, ya que se ubica el Peaje Monterrico Norte. Al pasar este cruce, la avenida pasa por medio de los distritos de Ate y La Molina. En este punto, del lado del distrito de Ate, se encuentran diversas plantas industriales; mientras que, del lado del distrito de La Molina, se ubica el Colegio FAP José Abelardo Quiñones. Después, en el cruce con el jirón Camino Real, la vía es atravesada por el río Surco. Posteriormente, a partir de la intersección con el jirón Paseo de los Eucaliptos, vuelve aparecer un ancho jardín en la berma central de la avenida. En este tramo, la vía cruza con avenidas importantes como Los Frutales, La Molina, Los Ingenieros y Huarochirí. 

### Distrito de Ate
A partir del cruce con la avenida Huarochirí, la vía se vuelve a adentrar en el distrito de Ate, donde pasa por la urbanización Mayorazgo. Más adelante, en el cruce con la avenida Asturias, se encuentra el óvalo Mayorazgo. Desemboca en el cruce con la carretera Central, cerca al Centro Comercial Plaza Josfel. Además, en este punto, se ubica la estación Mercado Santa Anita de la línea 2 del Metro de Lima y Callao. Su trazo es continuado por la avenida 22 de Julio, en los distritos de Santa Anita y Ate.